# Cheie (criptografie)
O cheie este o bucată de informație care controlează operația unui algoritm criptografic. În criptare, o cheie specifică transformarea particulară a unui text în criptotext, sau invers în cazul decriptării. Cheile sunt folosite și în alți algoritmi criptografici, precum scheme de semnătură digitală și funcții hash cu cheie.